# Festung Fredriksborg
Koordinaten: 59° 24′ 1″ N, 18° 26′ 33″ O

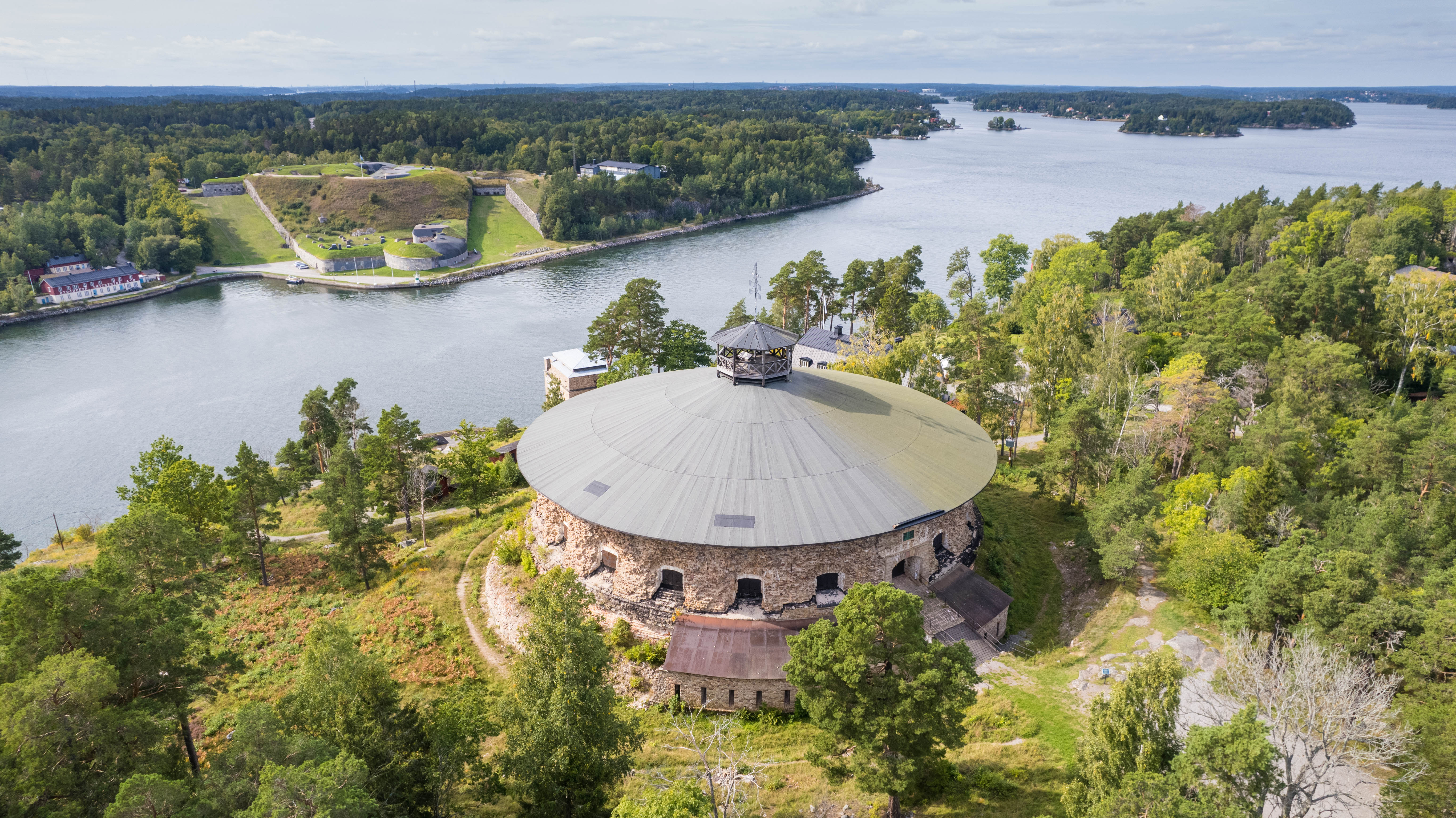
Luftaufnahme Festung Fredriksborg

Die Festung Fredriksborg ist eine Befestigungsanlage die in der Värmdö kommun am Oxdjupet, der Zufahrt nach Stockholm gelegen ist. Die Festung besteht aus einem Turm, einer Strandbefestigung und Innenhöfen. Die Anlage war ein Teil der Verteidigungsanlagen, welche nach den Russischen Verwüstungen im Jahre 1719 an der schwedischen Ostküste errichtet worden waren, um Stockholm zu schützen.
Die Festung wurde im Jahr 1735 fertiggestellt und erhielt den Namen Fredriksborg nach König Fredrik I. Zu ihrer Zeit war es eine der stärksten Festungen Europas. Im 19. Jahrhundert verfiel die Anlage, und sie wurde durch die Festung Vaxholm ersetzt. In den Jahren 1870 bis 1877 wurde gegenüber der Festung Fredriksborg eine weitere Festung errichtet. Diese trug den Namen Festung Oskar-Fredriksborg. Die Festung Fredriksborg wird heute vom Statens fastighetsverk verwaltet und ist seit 1935 als staatliches Baudenkmal (Byggnadsminne) ausgewiesen.

## Die erste Festung
Im Jahr 1710 schlug der Major der Baupioniere, Gabriel Cronstedt, vor, in Värmdö am Oxdjuppet eine niedrig liegende Redoute zu errichten und zusätzlich eine Batterie mit vier 24-pfündigen Kanonen und eine Redoute „oben bei Värmdö“. Das Ziel war, die Seeeinfahrt nach Stockholm zu schützen. Diese Befestigungsanlage, welche etwas nördlich von der heutigen lag, wurde in den folgenden Jahren errichtet. Im Jahr 1719 erhielt die obere Redoute noch eine Umgrenzung aus dornigen Bäumen und Sträuchern. Alle Anlagen wurden nach den Russischen Verwüstungen, in den Jahren 1720 bis 1722, weiter ausgebaut.

## Die zweite Festung

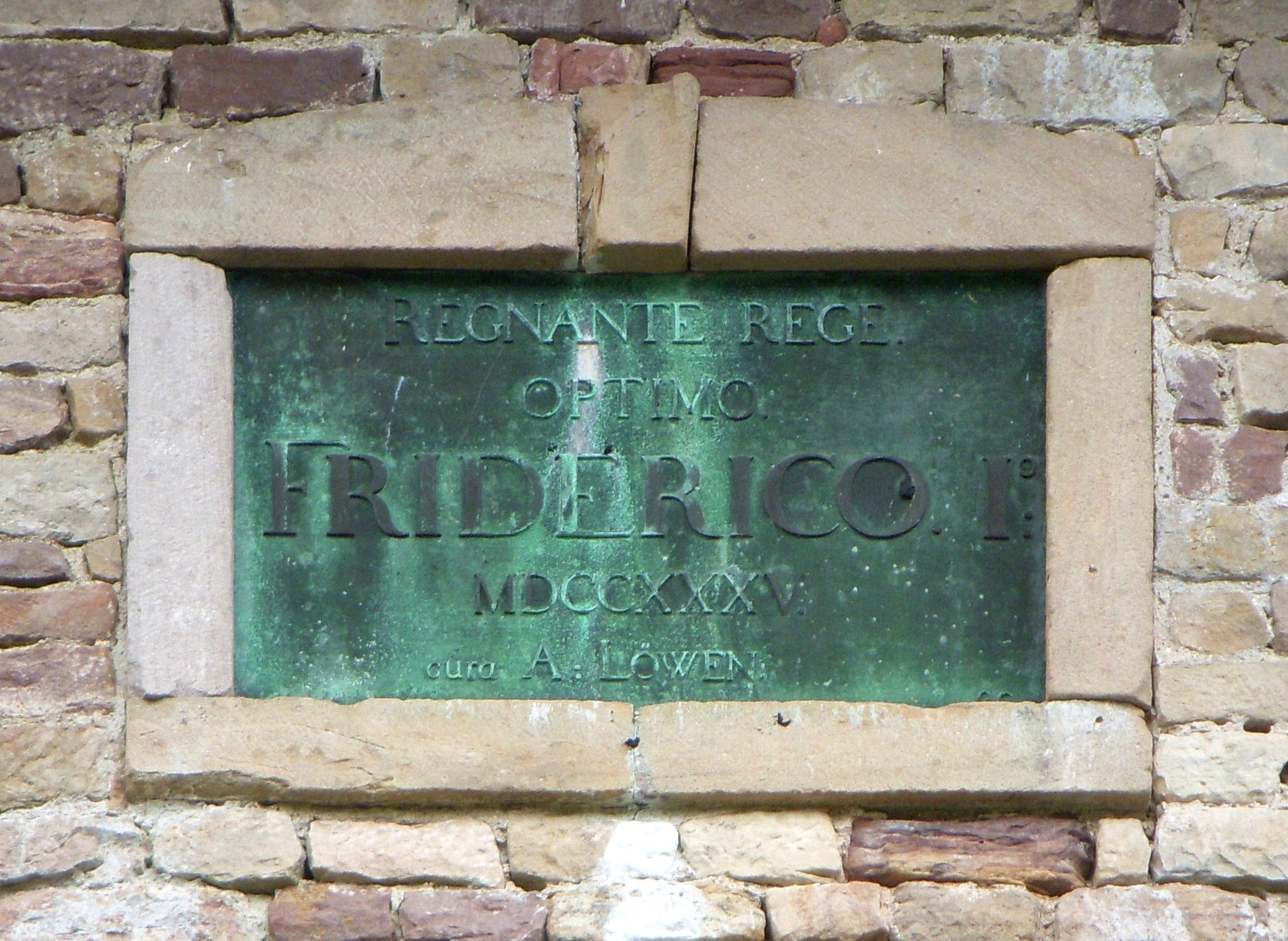
Bronzeschild über dem Haupteingang mit der Jahreszahl 1735.

Im Zusammenhang mit dem Frieden von Nystad nach dem Großen Nordischen Krieg 1721, ging eine Revision durch die schwedischen Streitkräfte. Man beschloss, die Verteidigungsanlagen am Oxdjupet zu verstärken. Nach dem im Jahr 1723 gefassten Beschluss begann man 1724 mit den Arbeiten an einer größeren, permanenten Befestigungsanlage. Die Bauleitung hatte wieder Gabriel Cronstadt, und die Pläne dazu lieferte der General-Quartiermeister Axel Löwen.

### Der Turm

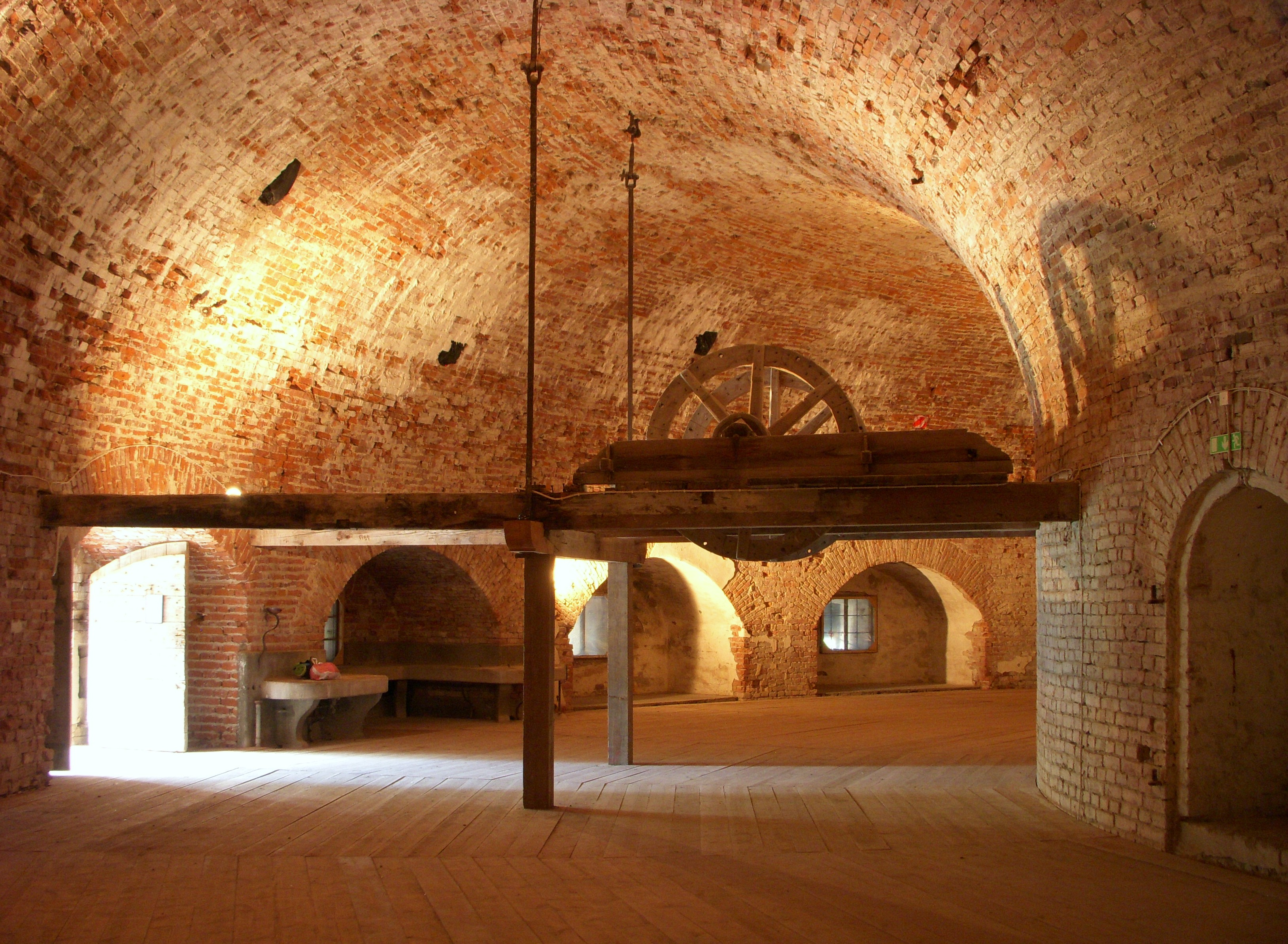
Haupteingang und die Maschinerie für die Zugbrücke

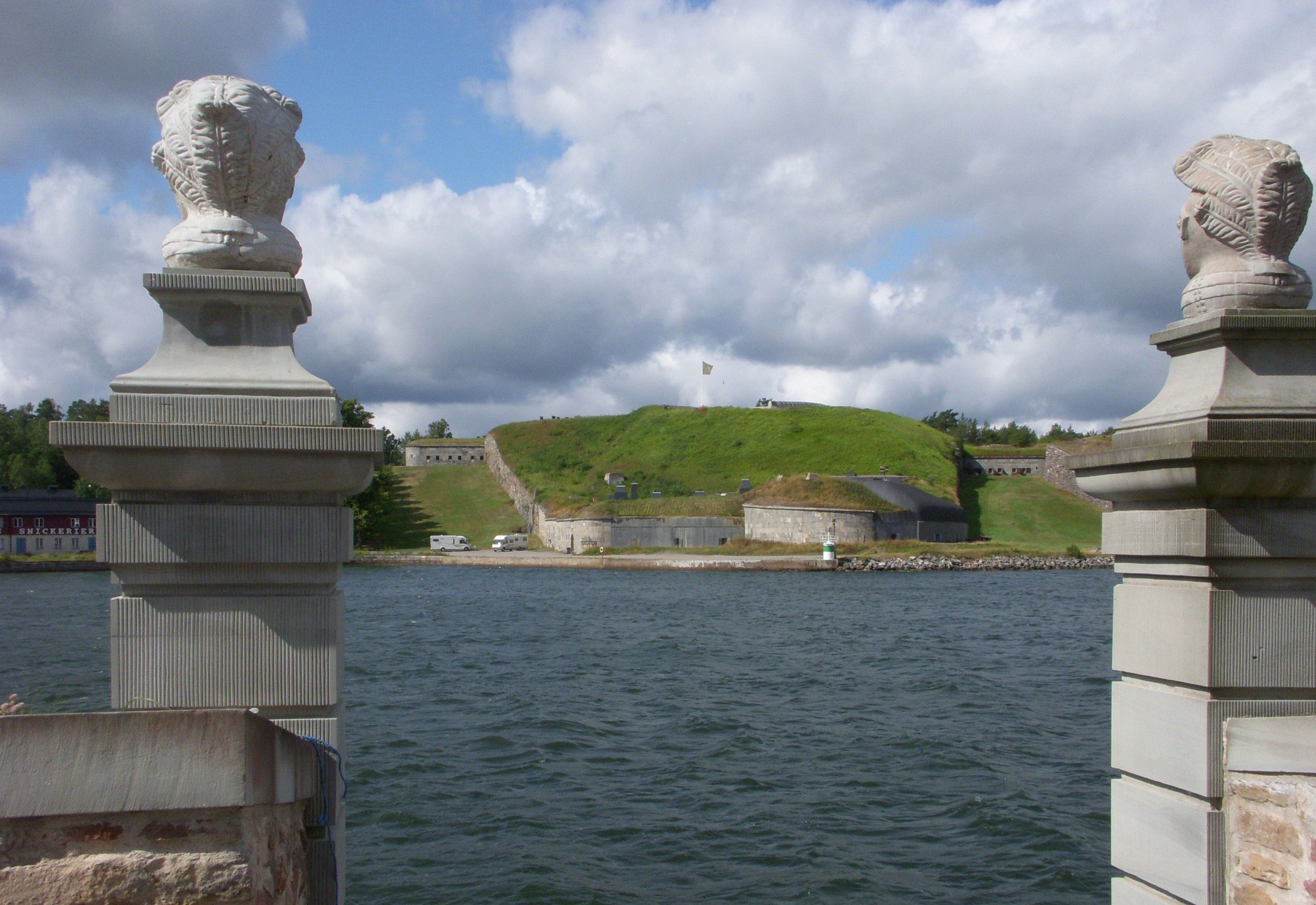
Blick von der Strandbatterie

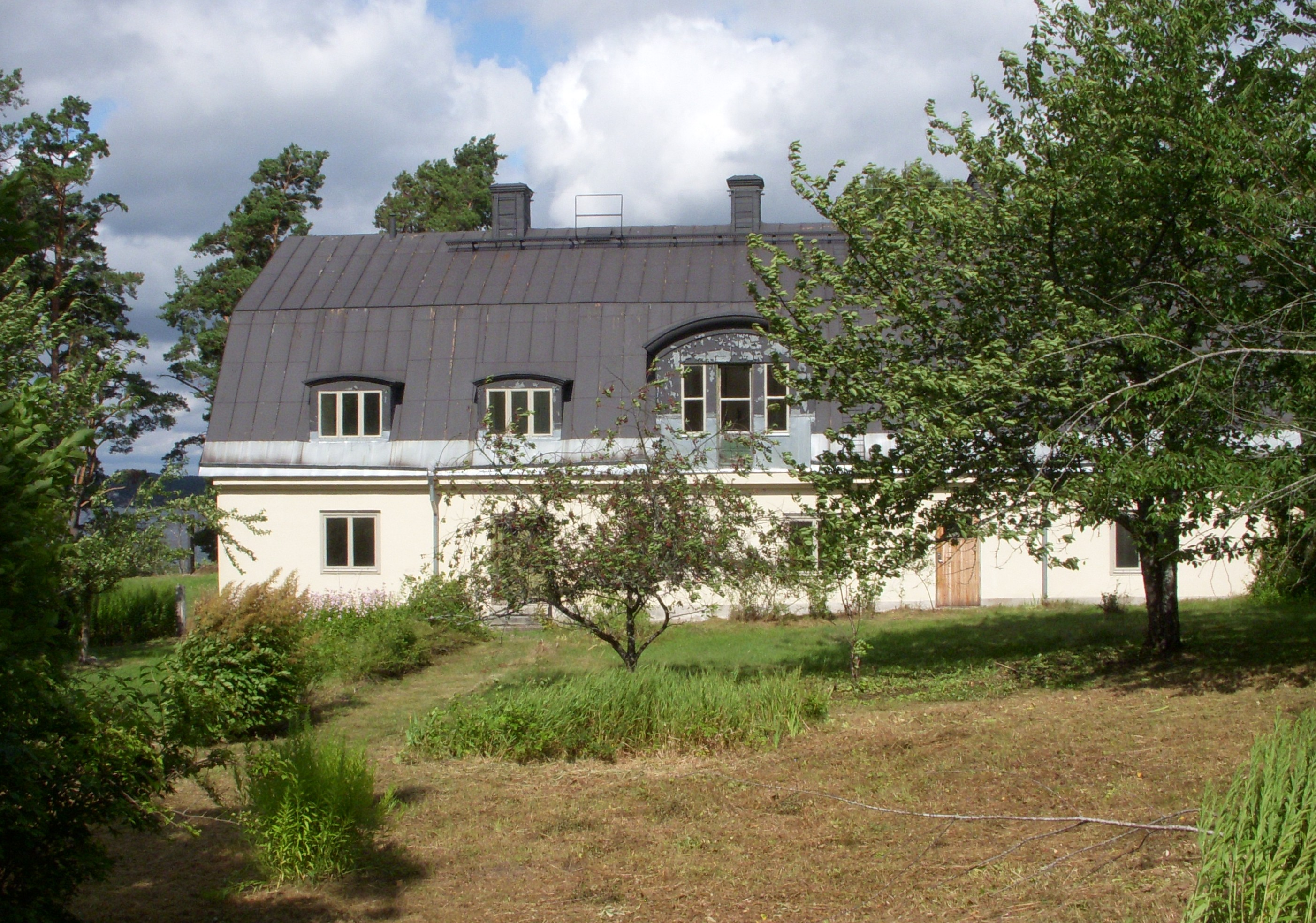
Kasernengebäude aus den 1750er Jahren

Hoch oben, auf einer Ebene etwa 40 Meter über dem Wasser, platzierte Löwen einen kolossalen, gemauerten Turm. Dieser war mit einer Gewehr- und Kanonengalerie ausgerüstet und bestand ursprünglich aus vier Etagen. Die Anlage war von einem Burggraben umgeben, und man konnte die Festung nur über eine Zugbrücke betreten. Die Maschinerie der alten Zugbrücke ist auch heute noch im Originalzustand erhalten.
Die Festung verfügte über 40 Kanonen und hatte Unterbringungsmöglichkeiten für 2.000 Mann. Diese Zahl wurde jedoch später von Wissenschaftlern angezweifelt. Es wird geschätzt, dass sich nie mehr als 150 Mann in der Festung aufhielten. In der Festung fand man Feuerstätten und einen Brunnen, welche für Belagerungen geplant waren. Rund um das Zentrum gab es Baracken, die von vier Kaminen beheizt wurden.
In dieser Zeit wurden solche Turmkonstruktionen sehr häufig an Küstenfestungen eingesetzt. Der Turm gab der Artillerie besseren Schutz und eine höhere Feuerkraft durch Kanonen, die auf verschiedenen Etagen installiert waren und die auf das gleiche Ziel gerichtet werden konnten. Gleichzeitig wurden die Möglichkeiten minimiert, selbst unter Feuer genommen zu werden. Da die Kanonen im Inneren des Gebäudes platziert waren, hatte man Probleme mit dem Pulverrauch. Axel Löwen löste das Problem, indem er hohe Dachgewölbe mit Ventilationsöffnungen installierte. Der Turm war in der Lage, die Strandbatterie vor Angriffen von der Landseite her zu schützen.
Am Ende des 18. Jahrhunderts wurde der Turm der Festung Fredriksborg als Station für einen optischen Telegrafen genutzt. Dieser befand sich oben auf dem Dach. Der heute dort zu sehende Telegraf ist eine Rekonstruktion des Originals.

### Die Strandbatterie
Am Strand befand sich eine Strandbatterie, bestehend aus einer Reihe zwischen zwei höheren Bauwerken. Das nördliche von diesen hatte zwei und das südliche drei Etagen. Beide Dachbatterien waren mit einer doppelten Schutzmauer zwischen zwei Kaponnieren vor den Eingängen versehen. Weiter unten befand sich eine gemauerte Wasserbatterie mit einem Eingang, dem Wachhaus und zwei Steintreppen. Heute ist nur noch die nördliche Kaponniere erhalten.
In Friedenszeiten waren nur etwa 20 Mann auf der Festung stationiert, während es in Kriegszeiten circa 150 Mann waren. Die Befehlshabenden und die Mannschaften waren zu Beginn in Baracken untergebracht, doch in den 1750er-Jahren zogen diese in ein Kasernengebäude um, welches nach den Plänen von Carl Hårleman errichtet worden war. Dieses Gebäude ist bis heute erhalten und befindet sich gleich über der Strandbatterie.
Die Arbeiten an den Befestigungsanlagen im Schärengarten von Stockholm kamen nach 1740 zum Erliegen. Der Grund dafür war auch, dass man die Instandhaltung der Festung über Jahre vernachlässigt hatte und nun umfassende Reparatur- und Unterhaltskosten aufzubringen waren.

## Die Festung verliert ihre Bedeutung

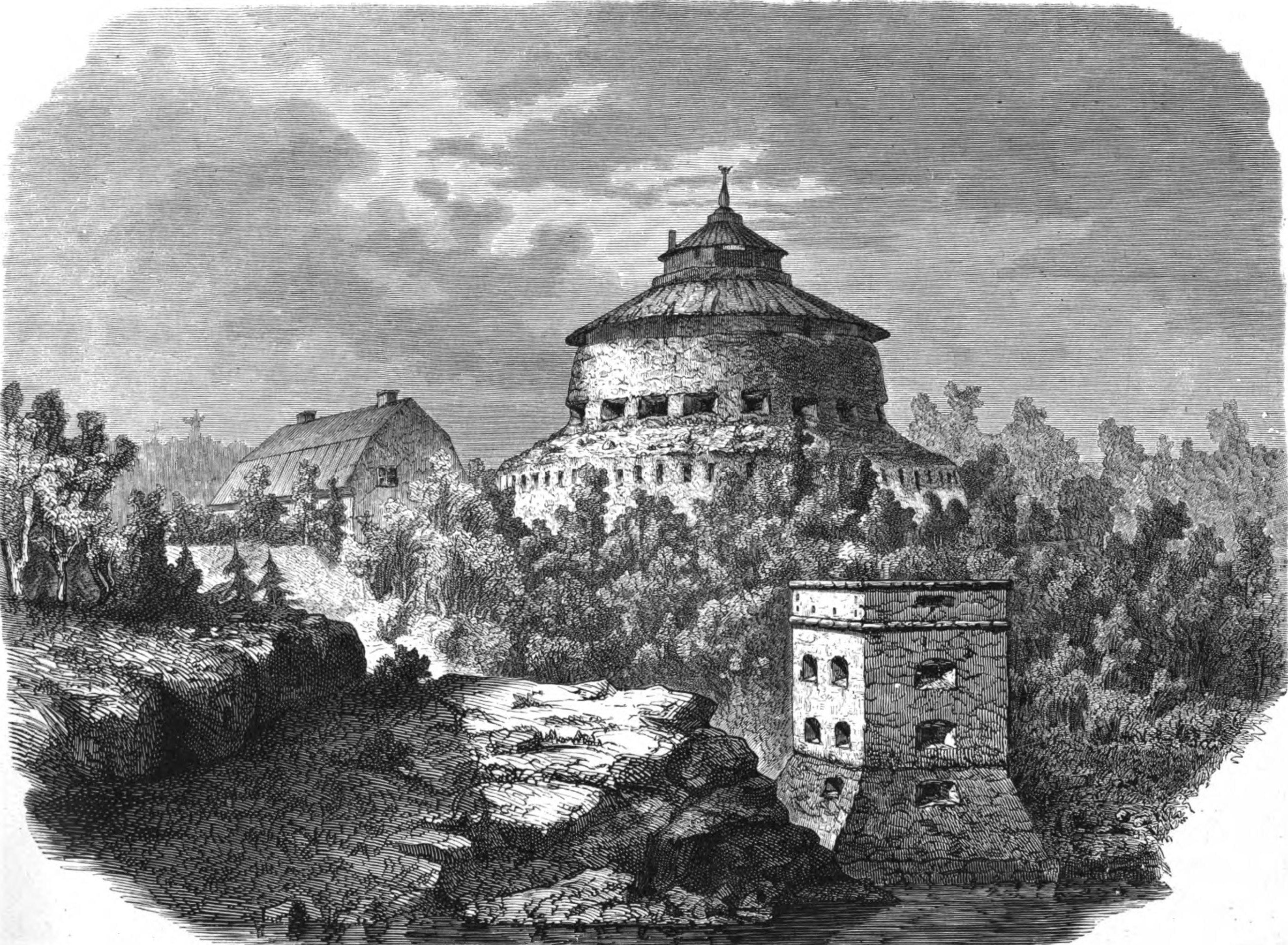
Die Festung Fredriksborg um 1870

Im Jahr 1822 wurde der Beschluss gefasst, den Turm abzureißen, jedoch die übrigen Anlagen zu verstärken. Im Jahr 1826 betrachtete das Seefahrtskomitee den Turm als „schönes architektonisches Werk“, das keine militärischen Merkmale mehr habe. Aus diesem Grund wurde der Abriss des Turmes gestoppt und man übergab ihn den Seestreitkräften der damaligen Zeit als Strandbefestigung.
Ein paar Jahre später begann man, den Oxdjupet für Schiffe unpassierbar zu machen. Damit war das Ende der Festung Fredriksborg besiegelt. In der Zwischenzeit begann die Festung zu verfallen. Die angeforderten Mittel zur Instandhaltung und für Reparaturen wurden nicht bewilligt, und 1826 wurden die beiden Kaponnieren zu Ruinen. Die südliche Kaponniere wurde in den Jahren 1838 bis 1839 abgerissen.
Das Kupferdach des Turmes wurde in den 1840er-Jahren abgenommen, und von 1850 bis 1860 brach man viele der Sandsteine aus den Außenmauern, um diese zum Bau der Festung Vaxholm zu verwenden. Die nördliche Kaponniere wurde wieder instand gesetzt, um diese als Unterbringungsmöglichkeit für die Arbeiter zu verwenden. Der Turm, welcher überwiegend als Pulvermagazin verwendet wurde, begann immer mehr zu verfallen. Am Ende riss man seinen obersten Teil ab. Im Jahr 1871 begann man, die übrigen Sandsteine dazu zu verwenden, auf der gegenüberliegenden Seite des Oxdjupets die Oskar-Fredriksborg-Festung instandzuhalten.
Einige Jahre später wurden das Dach des Turms, der Ausguck und der optische Telegraf rekonstruiert. Rund um den Eingang wurde das Mauerwerk saniert, während große Teile der Außenmauern schwer beschädigt blieben.

## Außenaufnahmen

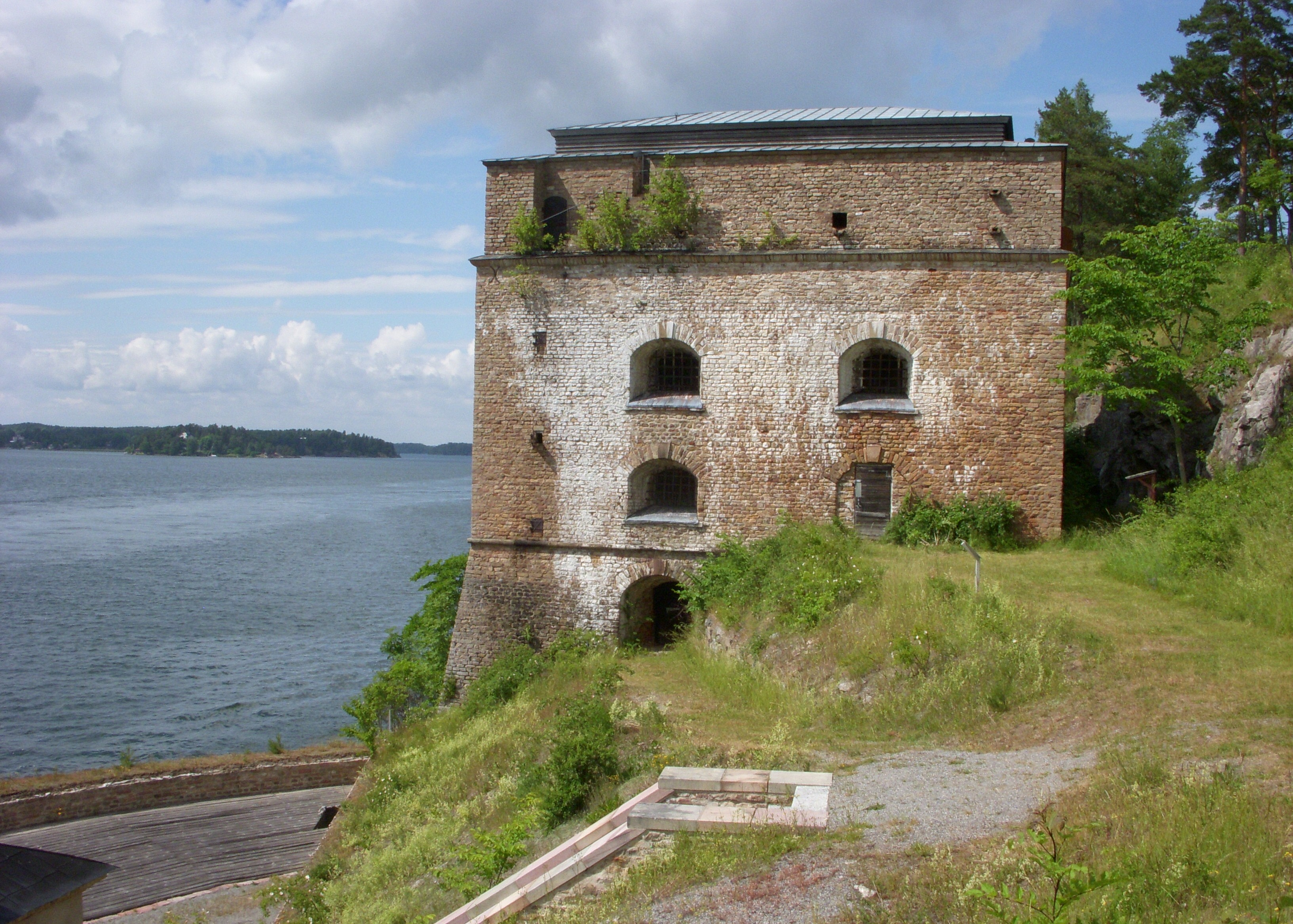
Strandbefestigungen
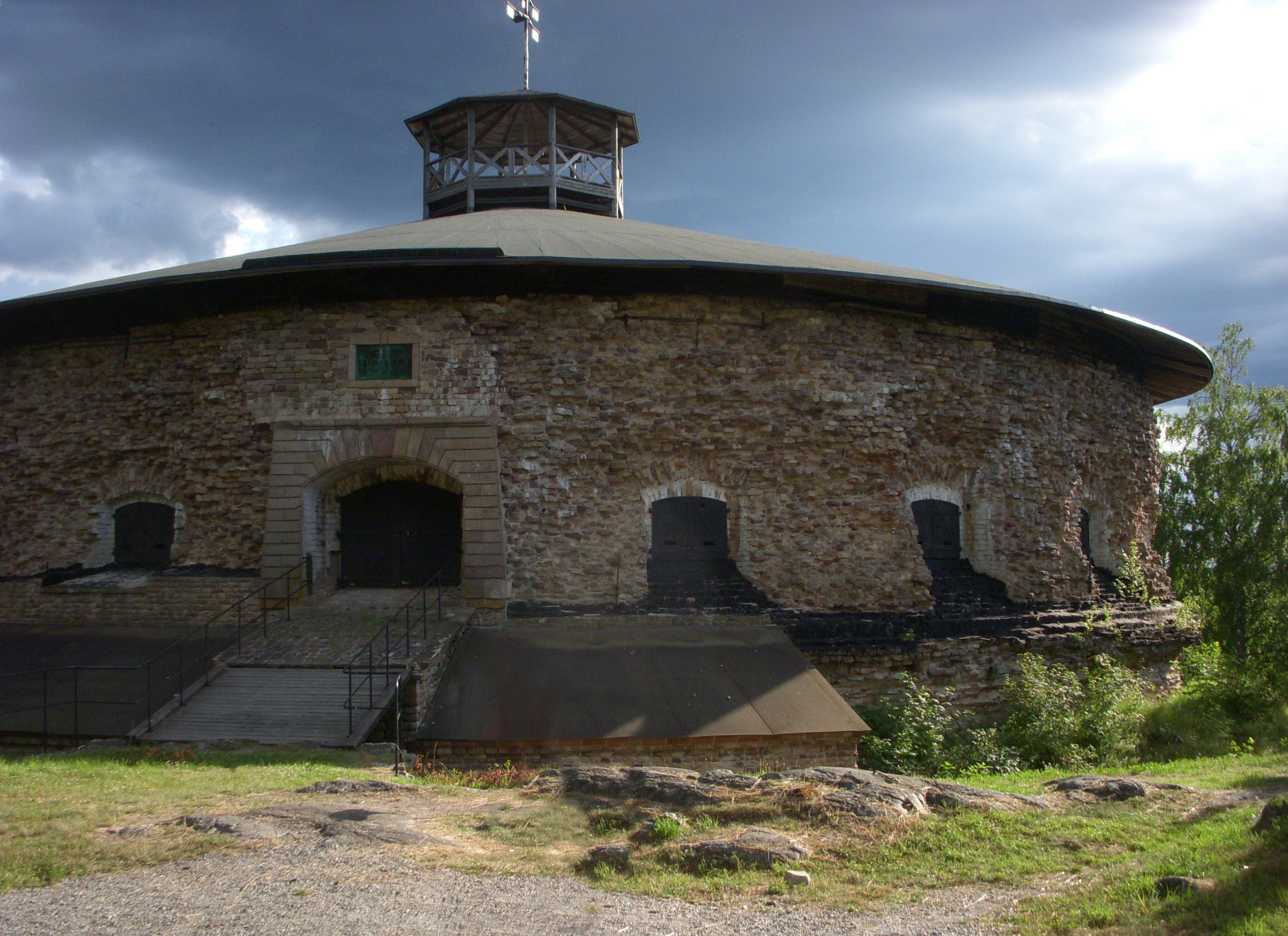
Blick von der Landseite
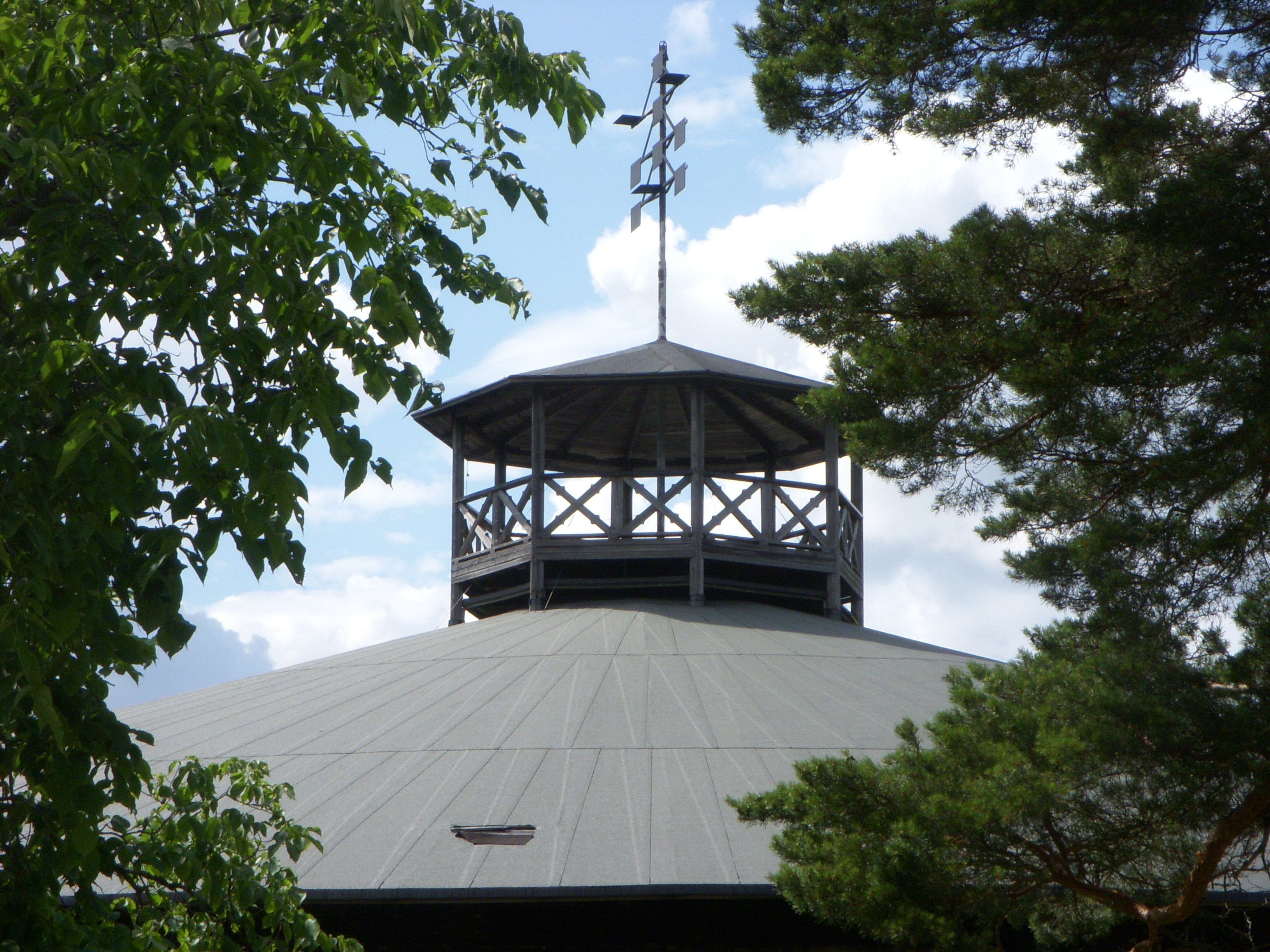
Ausguck und der optische Telegraf
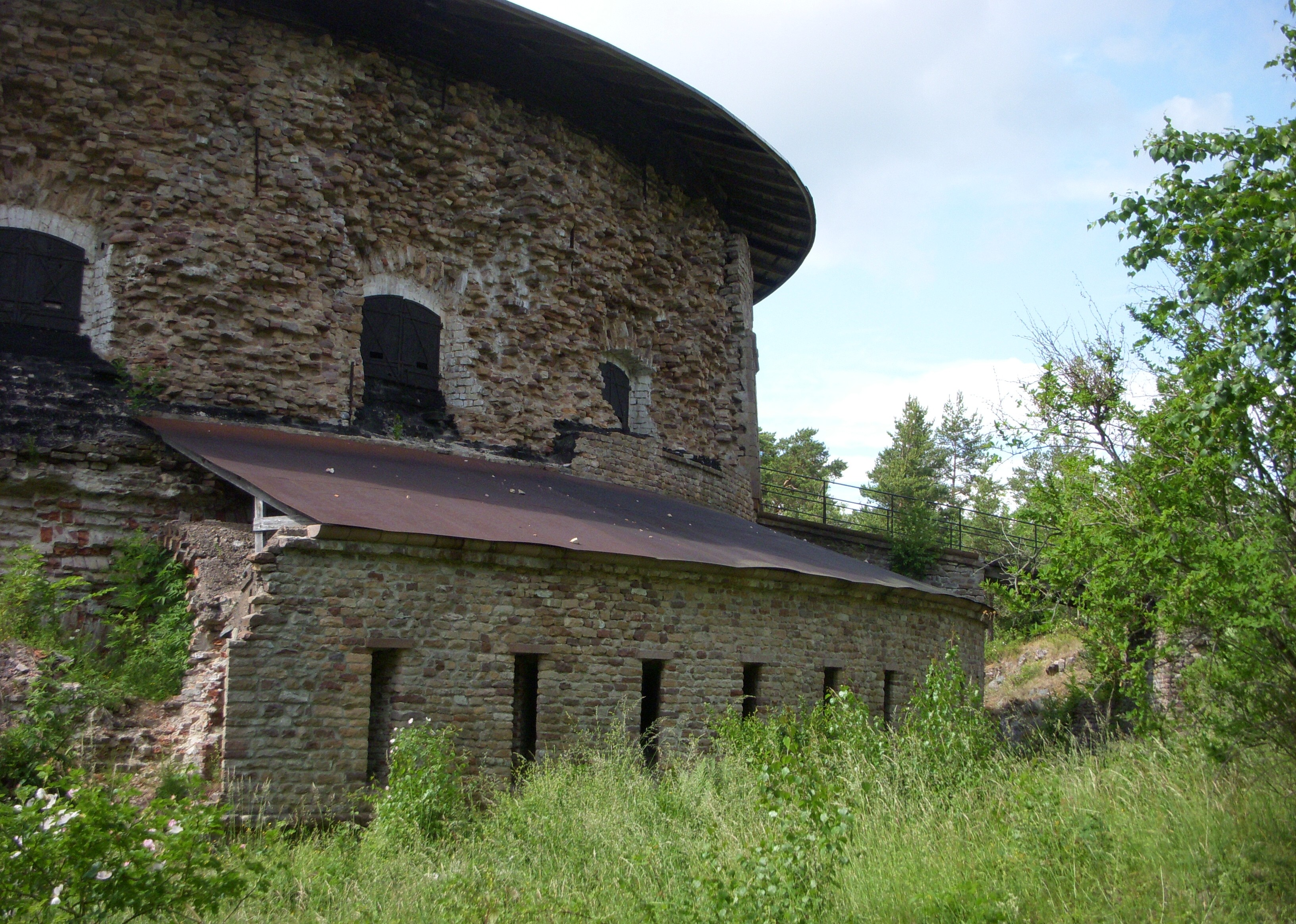
Teil des rekonstruierten Mauerwerks

## Innenaufnahmen

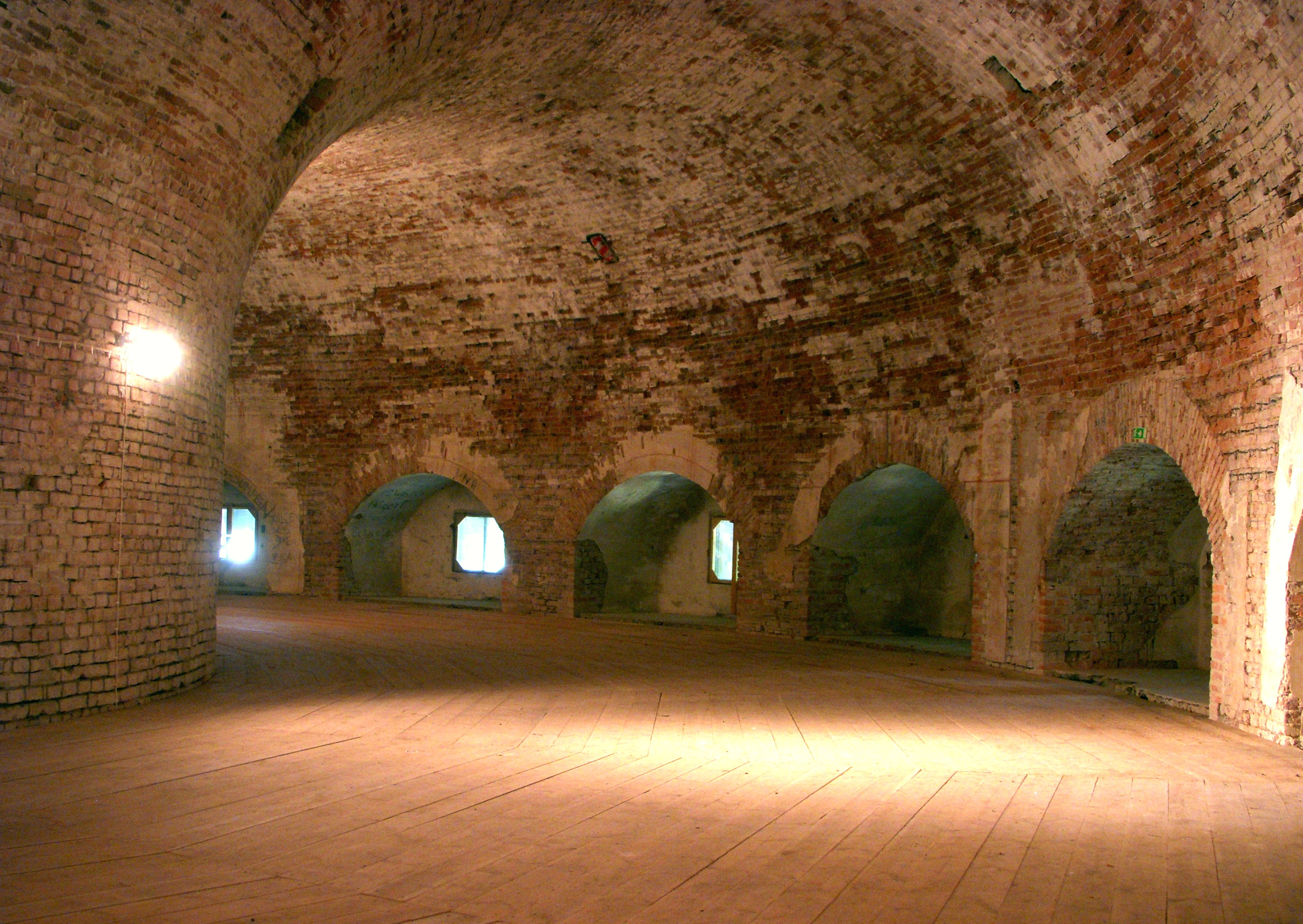
Kanonenebene
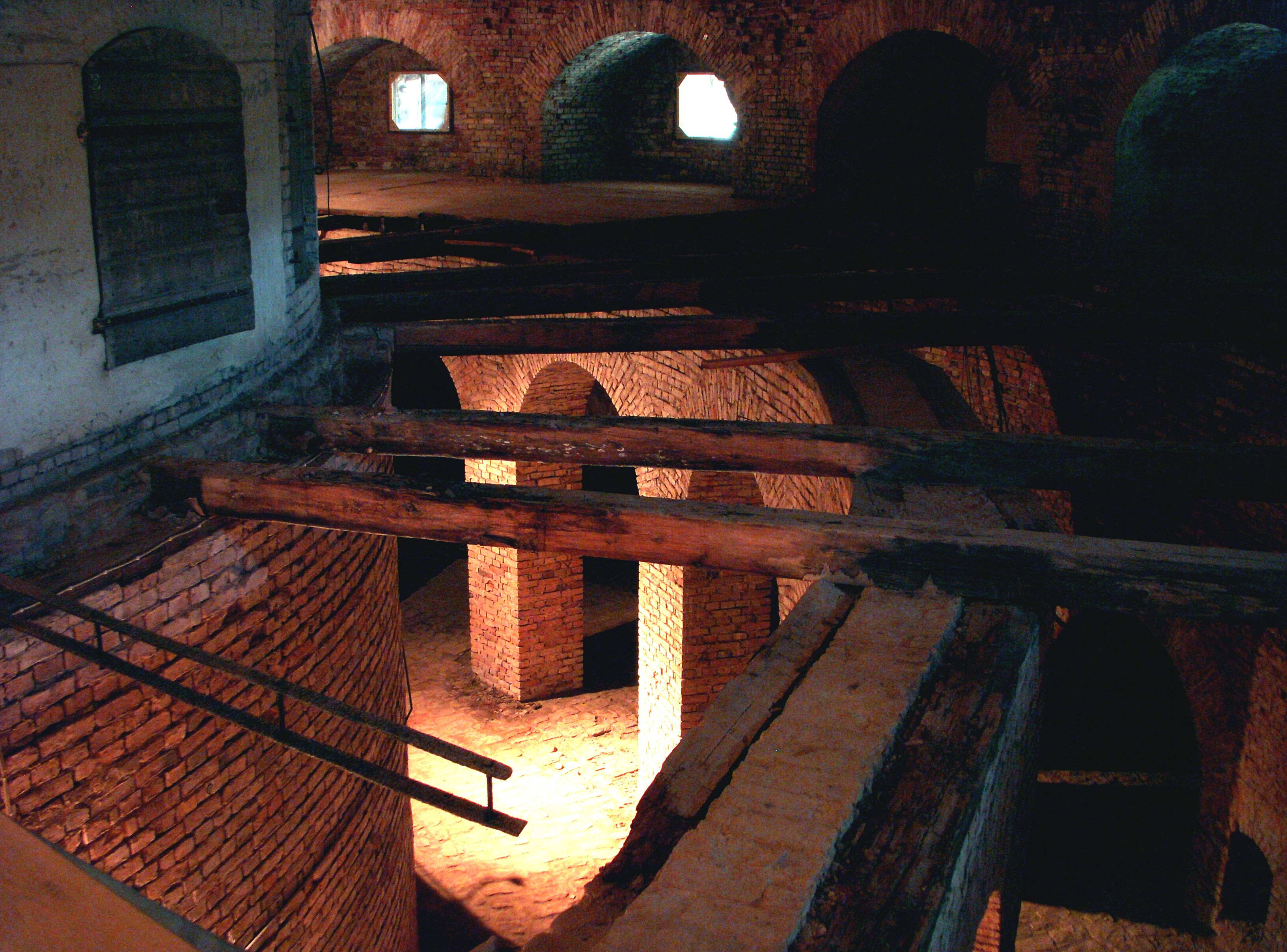
Blick herunter in die Kellerebene
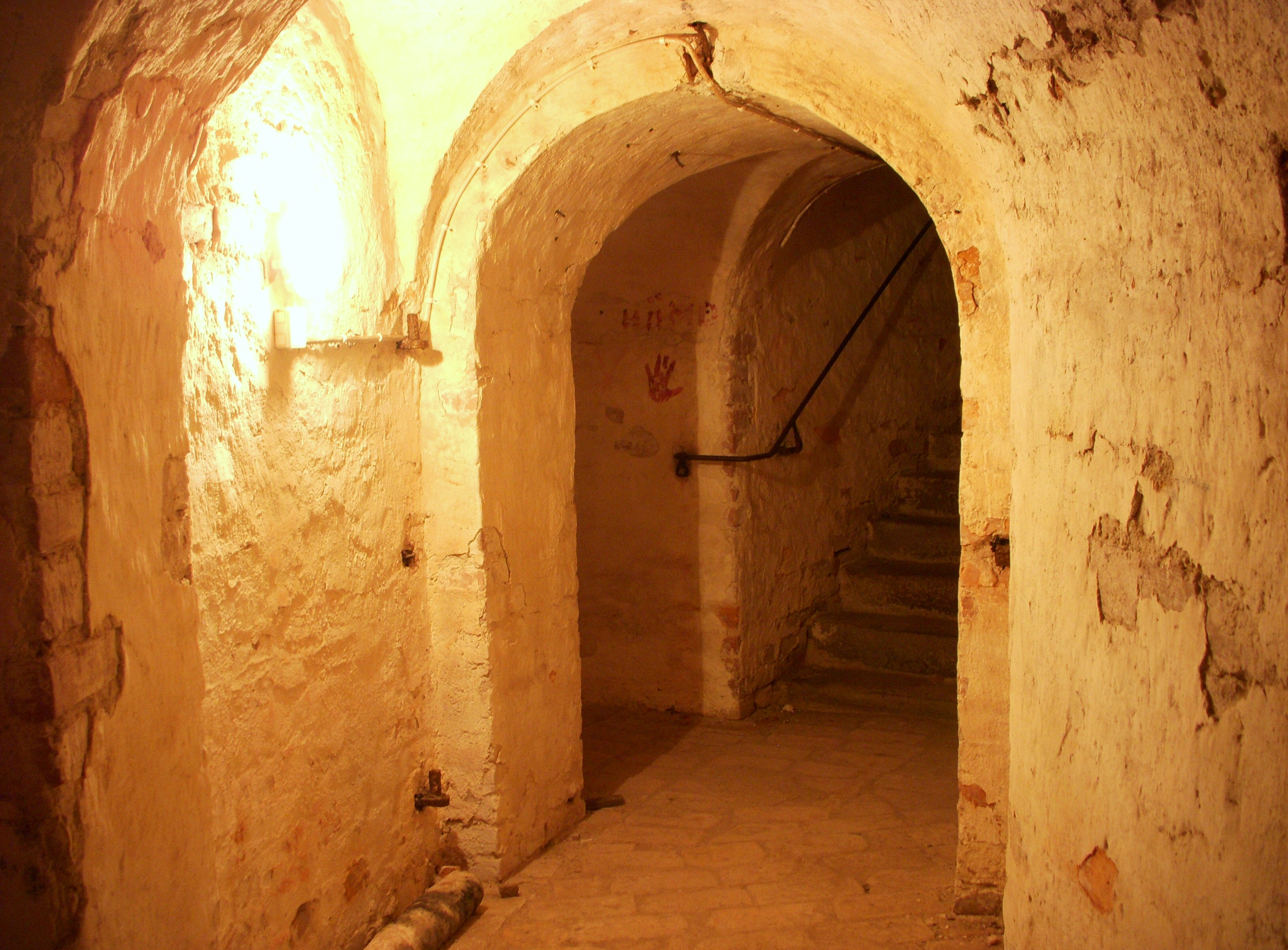
Kellertreppe
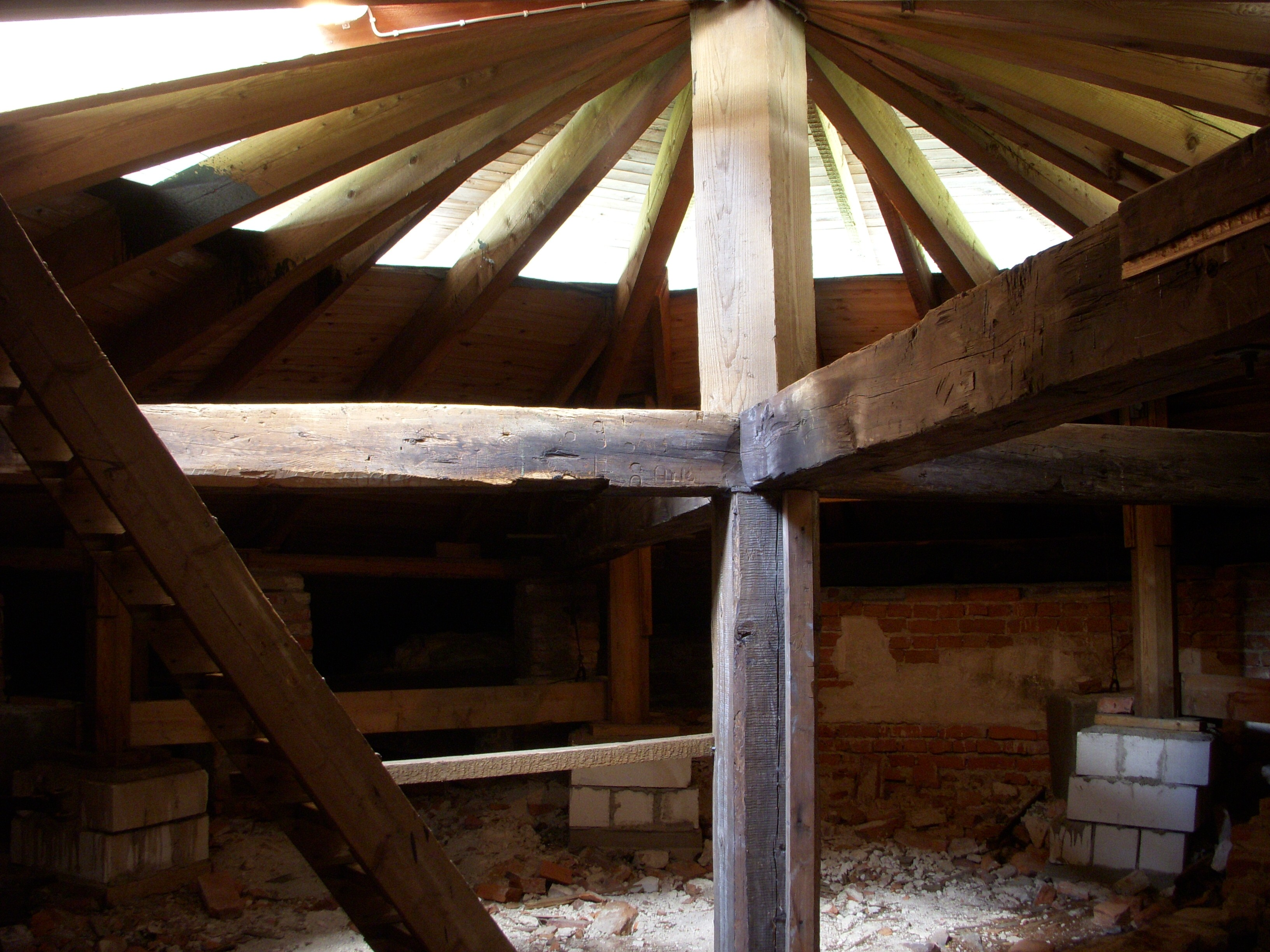
Dachstuhl